# 28400 Morgansinko
28400 Morgansinko este un asteroid din centura principală de asteroizi.

## Descriere
28400 Morgansinko este un asteroid din centura principală de asteroizi. A fost descoperit pe 9 septembrie 1999 la Socorro, New Mexico, în cadrul proiectului LINEAR. Asteroidul prezintă o orbită caracterizată de o semiaxă mare de 2,96 ua, o excentricitate de 0,19 și o înclinație de 1,5° în raport cu ecliptica.